# Carole Dawn Reinhart
Carole Dawn Reinhart (* 20. Dezember 1941 in Roselle, New Jersey, USA) ist eine Trompetensolistin und emeritierte Professorin an der Universität für Musik und darstellende Kunst Wien.

## Leben und künstlerisches Wirken

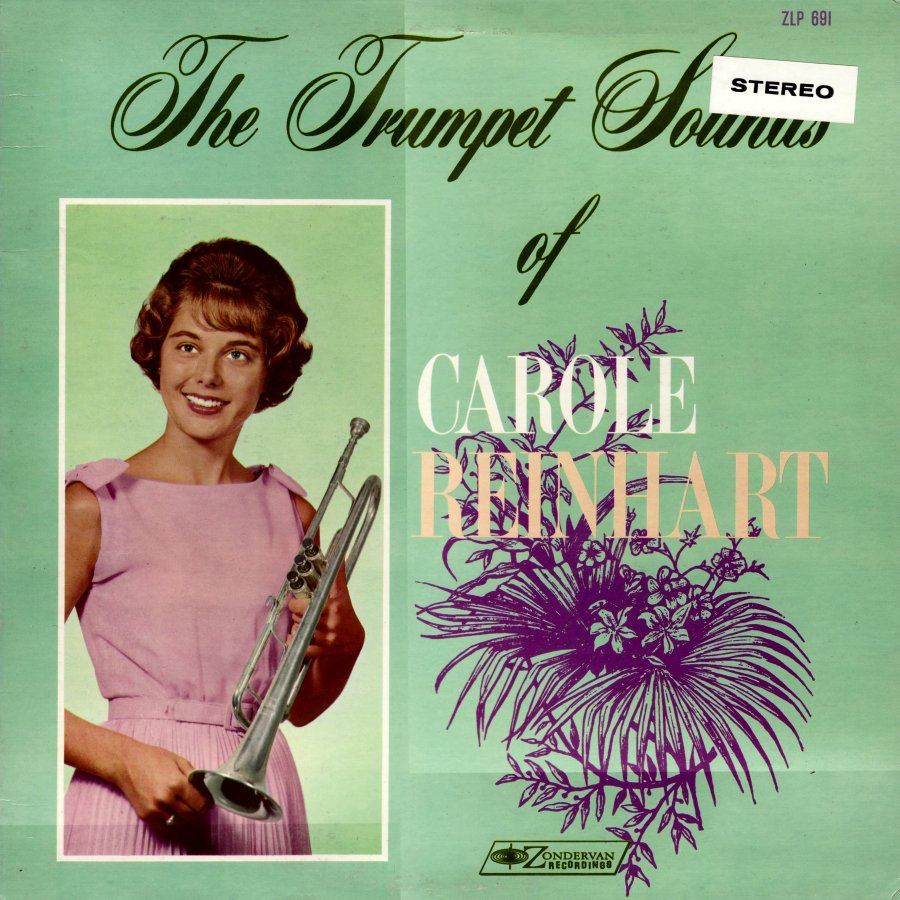
Plattencover:"The Trumpet Sounds of Carole Reinhart"

Bereits im Alter von zweieinhalb Jahren erhielt sie von ihrer Mutter, einer Posaunistin, den ersten Unterricht auf der Sopranposaune und bestritt im Alter von sieben Jahren bereits Konzerte in Trompetenduetten mit ihrem Bruder. Mit 10 erhielt sie ihr erstes Stipendium an der Juilliard School of Music in New York und mit 16 Jahren wurde sie als erste Frau als Bandleaderin der Heilsarmee ausgezeichnet und gab ihr erstes internationales Konzert in Toronto, Kanada.
In Folge erhielt sie ein Stipendium an der Universität in Miami und wurde 1960 zur „National College Queen“ ausgezeichnet.
Als erste weibliche Blechbläserin studierte sie mit einem Fulbright-Stipendium bei Helmut Wobisch an der Wiener Musikakademie, das sie mit Auszeichnung abschloss.
Es folgte eine internationale Karriere als Solistin in zahlreichen Konzerten mit Spitzenorchestern und in TV-Sendungen. 1971 übersiedelte sie nach Berlin, machte Studioarbeiten, bestritt Engagements mit der Deutschen Oper Berlin und setzte ihre internationale Konzerte fort. Unter anderem mit den Münchner Philharmonikern und den Bachsolisten spielte sie klassische Trompetenliteratur mit der Deutschen Grammophon und BASF ein.
1983 erhielt sie den Ruf zur Professorin für Trompete an der Wiener Musikhochschule, welches in der männlich dominierten Blechbläserwelt wiederum für Aufsehen sorgte. Von 1996 bis 1998 war sie darüber hinaus Leiterin der Abteilung für Blas- und Schlaginstrumente.
1996 beendete sie ihre Solokarriere, setzte ihre Unterrichtstätigkeit an der Wiener Musikuniversität bis 2011 fort. Im Jahr 2009 verfasste Reinhart ihre Dissertation mit dem Thema Women Brass Musicians: Historical Documentation and the Influence of the International Women‘s Brass Conference on their Profession.

## Diskografie (Auswahl)
- The First Queen of Trumpet. Carole Dawn Reinhart. Acanta (Membran), 2013
- Glanzvolle Trompetenklänge Carole Dawn Reinhart & Münchner Philharmoniker. Acanta (Hörzu), 1976